# Constante omega
La constante omega de Lambert es una constante matemática definida como el único número que pertenece a los números reales que satisface la ecuación:
{\displaystyle \Omega e^{\Omega }=1.}
La constante omega es el valor de W(1), donde W es la función W de Lambert . Ω= W(1)
Este nombre proviene de "La función Omega", la cual es un nombre alternativo para la función W de Lambert . El valor numérico de Ω es :
Ω = 0.567143290409783872999968662210... (secuencia A030178 en la OEIS).
1/Ω = 1.763222834351896710225201776951... (secuencia A030797 en la OEIS).

## Propiedades

### Representación de punto fijo
La identidad definitoria se puede expresar, por ejemplo, como{\displaystyle \ln({\tfrac {1}{\Omega }})=\Omega .}
{\displaystyle e^{-\Omega }=\Omega .}{\displaystyle -\ln(\Omega )=\Omega }

### Cálculo
Ω puede calcularse de forma iterativa, empezando con una estimación inicial Ω0 y considerando la secuencia
{\displaystyle \Omega _{n+1}=e^{-\Omega _{n}}.}
Esta secuencia converge a Ω mientras n se acerca al infinito, ya que Ω es un punto fijo atractivo de la función e−x .
Es mucho más eficiente usar la iteración
{\displaystyle \Omega _{n+1}={\frac {1+\Omega _{n}}{1+e^{\Omega _{n}}}},}
ya que la función
{\displaystyle f(x)={\frac {1+x}{1+e^{x}}},}
además de tener el mismo punto fijo, su derivada se desvanece en ese punto. Esto garantiza una convergencia cuadrática; es decir, el número de dígitos correctos con cada iteración se duplica aproximadamente.
Usando el método de Halley, Ω se puede aproximar con convergencia cúbica (el número de dígitos correctos con cada iteración se triplica aproximadamente): (ver también Función W de Lambert ).
{\displaystyle \Omega _{j+1}=\Omega _{j}-{\frac {\Omega _{j}e^{\Omega _{j}}-1}{e^{\Omega _{j}}(\Omega _{j}+1)-{\frac {(\Omega _{j}+2)(\Omega _{j}e^{\Omega _{j}}-1)}{2\Omega _{j}+2}}}}.}

### Representaciones integrales
La constante omega se puede representar como la siguiente integral indefinida dada por Victor Adamchik[cita requerida]:
{\displaystyle \int _{-\infty }^{\infty }{\frac {dt}{(e^{t}-t)^{2}+\pi ^{2}}}={\frac {1}{1+\Omega }}.}
Otras relaciones por Mező y Kalugin-Jeffrey-Corless son:
{\displaystyle \Omega ={\frac {1}{\pi }}\operatorname {Re} \int _{0}^{\pi }\log \left({\frac {e^{e^{it}}-e^{-it}}{e^{e^{it}}-e^{it}}}\right)dt,}
{\displaystyle \Omega ={\frac {1}{\pi }}\int _{0}^{\pi }\log \left(1+{\frac {\sin t}{t}}e^{t\cot t}\right)dt.}
Las dos últimas identidades se pueden extender a otros valores de la función W (ver también Función W de Lambert: Representaciones).

### Trascendencia
La constante Ω es trascendental . Esto se puede interpretar como una consecuencia directa del teorema de Lindemann-Weierstrass . 
Si por contradicción, suponemos que Ω es algebraico. Según este teorema, e−Ω es trascendental, pero sabemos que Ω = e−Ω. Esto es una contradicción. Por tanto, debe ser trascendental. 